# هیاهوی بسیار برای هیچ

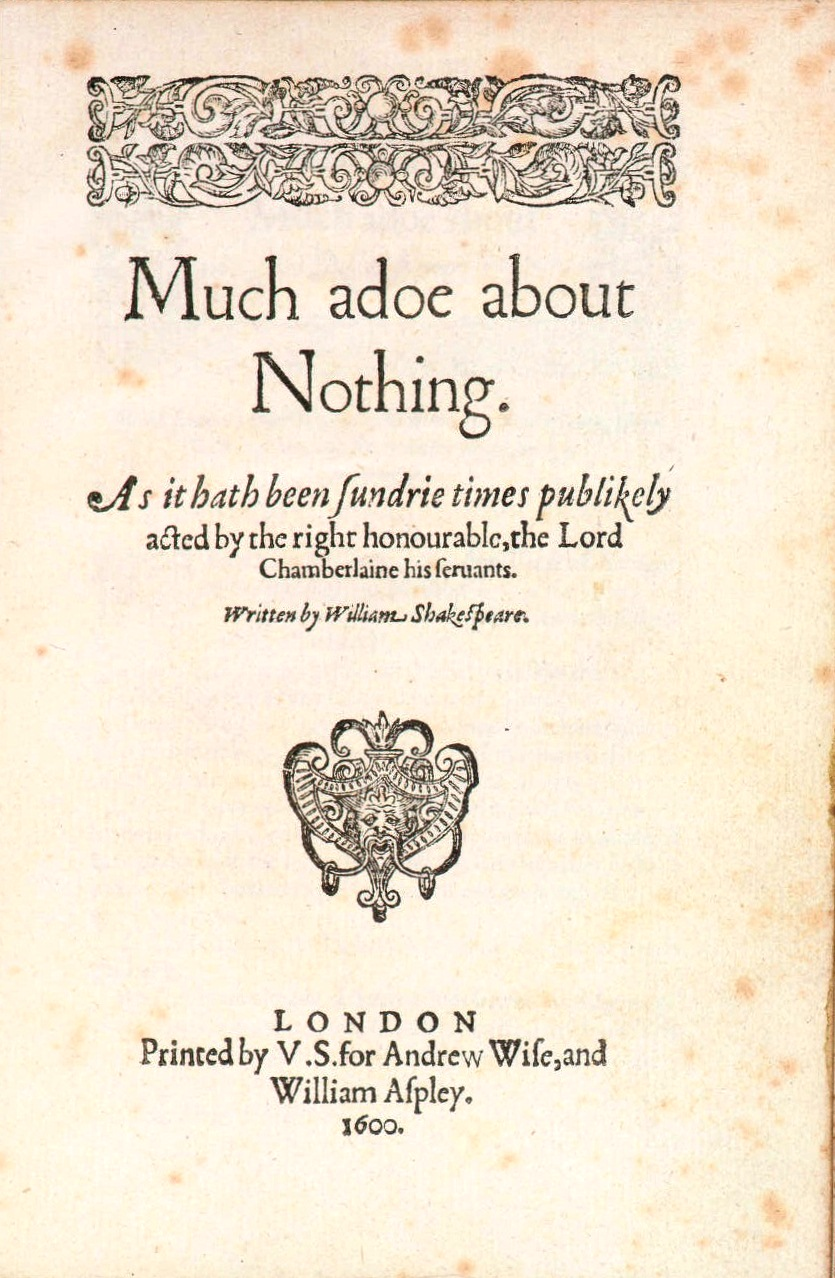
روی جلد نمایشنامه هیاهوی بسیار برای هیچ، چاپ شده در سال ۱۶۰۰ میلادی

هیاهوی بسیار برای هیچ نمایشنامه‌ای کمدی اثر ویلیام شکسپیر است که در حدود سال‌های ۱۶۰۰-۱۵۹۸ نوشته شده‌است.

## ماخذ نمایشنامه
طرح اصلی تهمت‌های رذیلانه در مورد کلادیو و هِرو (Hero) مستقیم یا غیرمستقیم از داستان دن تیمبرو و فنیسیا در رمان کوتاه بندلو گرفته شده، که خود برگرفته از داستانی بسیار کهن‌تر است. برخی جزئیات پرده فریب دادن ممکن است ماخوذ از داستان مشابهی از شخصیت‌های آریودانت و جنورا در حماسه اورلاندو فوریوزو اثر آریوستو، شاعر حماسه سرای قرن شانزدهم ایتالیا باشد.

## شخصیت‌های نمایش
این نمایش در پنج پرده تدوین شده و دارای شانزده شخصیت و تعدادی سیاهی لشکر است. شخصیت‌های اصلی نمایشنامه عبارت اند از:
- دون پدرو: شاهزاده خوش مشرب آراگون.
- دون ژوآن: برادر ساکت، شوم، فتنه انگیز و حرامزاده دون پدرو.
- لئوناتو: ریش سفید جمع، فرماندار مسینا.
- کلودیو: رجل اعیان زاده فلورانسی، مسیو عشق، در خدمت دون پدرو.
- هِرو: دختر ریزنقش لئوناتو، همنام هِرو دختر زئوس پادشاه خدایان آتن.
- بندیک
- بئاتریس
- بوراکیو
- کنراد
- مارگارت
- اورسولا
- داگبری
- ورجس
- آنتونیو
- بالتازار
- کشیش فرانسیس
- مستخدمان، قاصدان، خادم کلیسا، قبرکن، نگهبانان

## محل وقوع حوادث نمایشنامه
شهر مسینا.

## خلاصه‌ای از نمایشنامه
دون پدرو، شاهزاده خوشنام و حاکم آراگون، پس از درگیری‌های تقریباً بدون خونریزی با برادرخوانده‌اش دون ژوآن، همراه او به مسینا می‌آید تا چند روزی را میهمان عالیجناب لئوناتو، حکمران این دوک‌نشین ساحلی باشند...